# Recepção literária

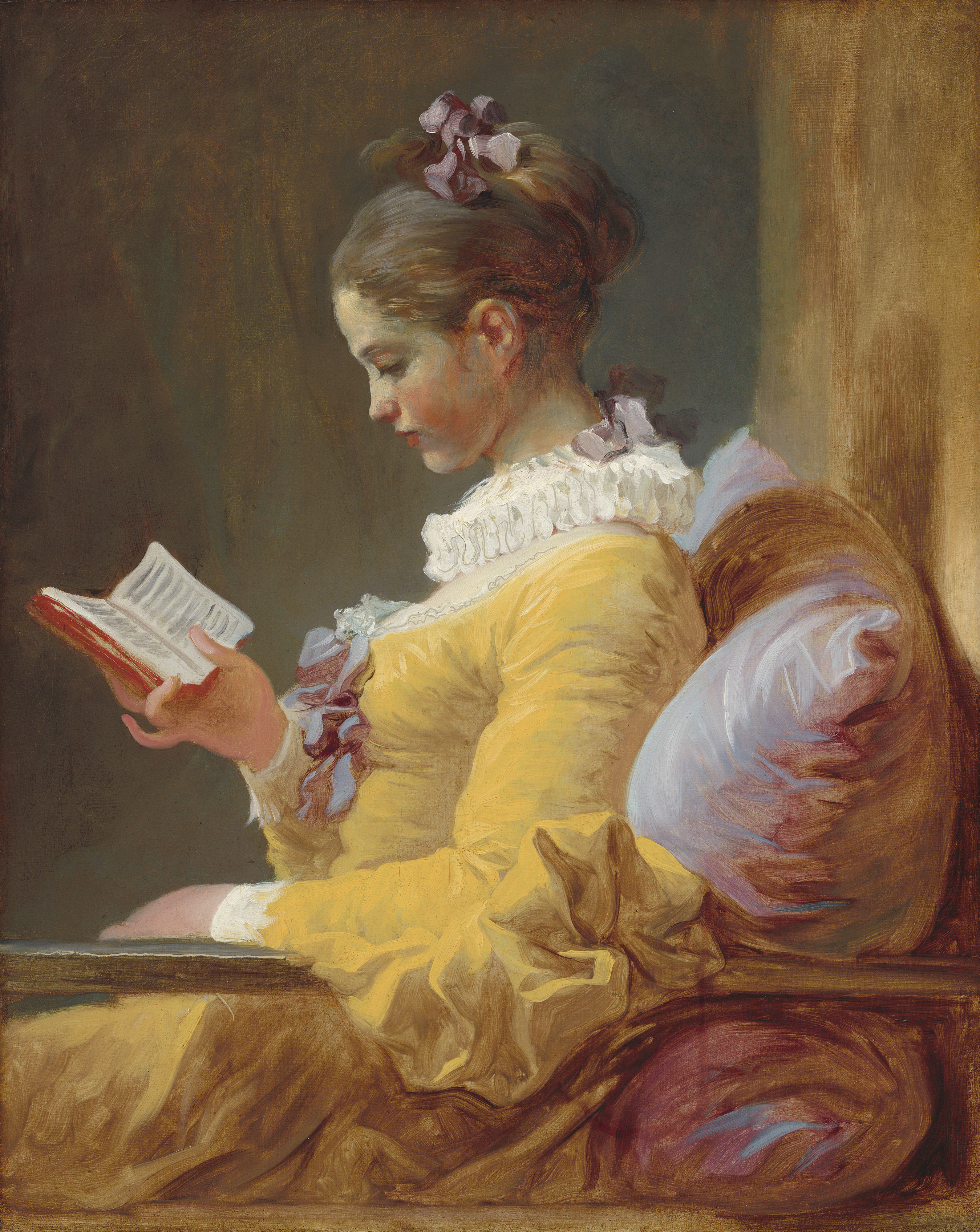
A leitora.

Recepção literária é a relação entre o leitor e o texto, que passou a ser privilegiada na história e teoria da literatura apenas nos anos de 1970, quando emergiu a figura do primeiro na crítica literária e passou-se a discutir a forma como ele recebe o texto literário. Isso significa que é somente a partir desse momento que a história da literatura deixou de privilegiar uma organização canônico-cronológica para ser concebida a partir da recepção das obras pelos leitores- que, afinal, são peça fundamental na composição dos chamados sistemas literários, postos que sem público, restaria pouco ao solilóquio dos autores de suas obras.
Quando lê uma obra literária, o receptor dá a essa obra condição de acontecimento literário à medida que a compara com obras que já tenha lido anteriormente, ou mesmo a partir de distintas leituras, do mundo e da natureza, diante de diferentes sensações oriundas dessas leituras que tenha realizado anteriormente no seu entorno, dotando-se de um novo parâmetro para "avaliar as obras que venha ler futuramente". 
Na medida em que vai experimentando, por meio da leitura da literatura, a alteridade e a experiência do mundo, o homem (re)conhece a sua liberdade, tem uma nova percepção dos outros seres, da natureza, do mundo que o rodeia. Visando que na leitura "linguagem e realidade se prendem dinamicamente", a interação do leitor com o texto caracteriza um ato de comunicação que causa um efeito estético e emotivo que é produto das reações imaginativas ativadas no ato da leitura. O horizonte de expectativas da literatura, permite, neste contexto, que o leitor expanda o espaço limitado do comportamento social rumo a novos desejos, pretensões e objetivos, abrindo assim, novos caminhos para experiências futuras.
Dado que o leitor, uma vez letrado, seja capaz de interagir com diferentes gêneros do discurso, isso não significa que todas as leituras que faz do mundo, são capazes de provocar em si uma experiência estética que rompa os padrões de pensamento e consciência até estabelecido. Essa experiência com o texto na imaginação só é eficiente para o desenvolvimento da consciência do leitor quando este de fato a “experimenta”, quando se sente participante da obra que se lê. A história literária passa a ser vista como "[...] um processo de recepção e produção estética que se realiza na atualização dos textos literários por parte do leitor que os recebe, do escritor, que se faz novamente produtor, e do crítico, que sobre eles reflete". 
As relações do leitor quando em contato com o texto, ao se depararem com um lugar vazio, provocam uma reação que se “materializa” na construção de uma representação (que se proteja no seu imaginário). Mais uma vez, essas representações podem análogas à dicotomia do signo linguístico: os lugares vazios, à medida que figuram como referentes significantes, precisam da experiência de leitura do indivíduo que os interpreta para serem preenchidos de significados, dado que cada um traz sua bagagem particular de experiência leitora. Na medida que em se reproduz na imaginação daquele que o recebe, ou seja, na medida em que o leitor projeta- e assimila- para a sua consciência a imagem do seu conteúdo e de suas convenções.
A partir da leitura do texto literário que a consciência atribui as sensações à realidade, de modo que é válido afirmar que por meio da imaginação, o leitor ativa a sua percepção sobre a realidade, tornando-se possivelmente, consciente da sua própria capacidade de transformá-la. A partir do momento que possui o domínio sobre o código escrito o leitor pode ter acesso a ela, e principalmente, ser capaz de emitir juízos de valor a partir daquilo que ele leu, influenciado pelo repertório de informações e vivências anteriores à leitura.